# Духовое (озеро, Уфа)
Духовое — лесное озеро левобережной поймы среднего течения реки Белая, располагается в Ленинском районе Уфы недалеко от посёлка Некрасово.
Имеет протоку в сторону Конопляного озера, которую сейчас пересекает Затонское шоссе. С северо-востока — озеро Берёзовое. Вокруг озера множество мелких озерков.
Неоднократно поминается в документах Уфимской приказной избы начала XVII века.
В наши дни появилось ошибочное название озера — «Духовное».
Входит в число озёр Уфы, наряду с Волчок, Максимовское, Долгое, Подводное, Казенное, Долгое, Чёрное, Старая и Новая старица, Карьерное, Мельничное, в которых мэрия Уфы запретила купание.